# Middelburg (België)

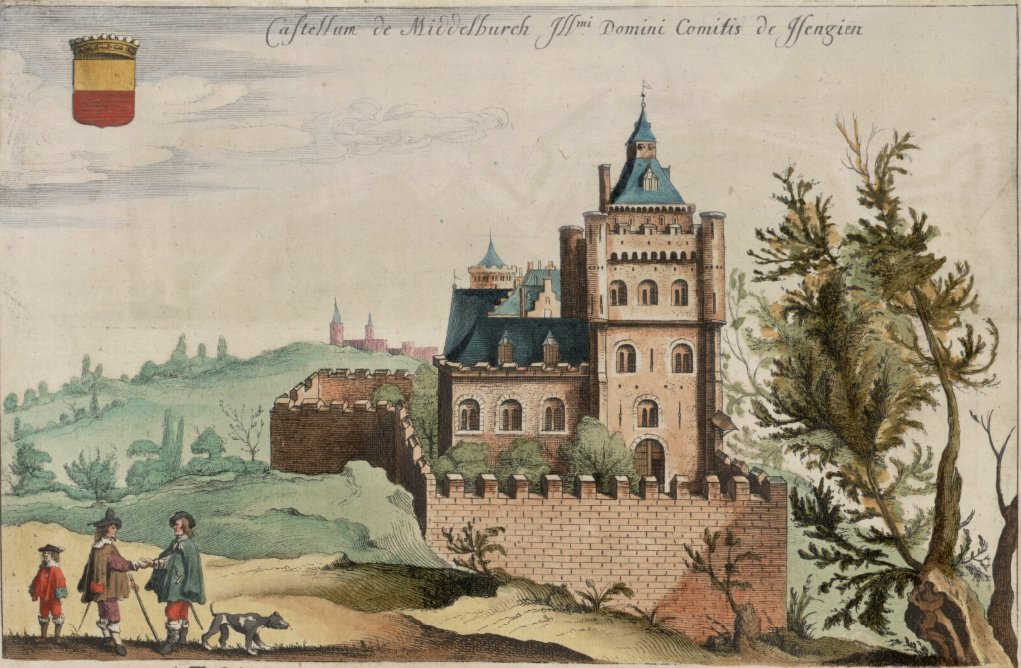
Het Kasteel van Middelburg afgebeeld in Flandria illustrata (1641). De resten van het in de 18e eeuw afgebroken bouwwerk zijn in 2002 blootgelegd.

Middelburg is een klein dorp in de Belgische provincie Oost-Vlaanderen en een deelgemeente van Maldegem, het was een zelfstandige gemeente tot aan de gemeentelijke herindeling van 1977. Middelburg ligt in het noordwesten van de provincie, in het Meetjesland, tegen de grens met Nederland. Het is de kleinste deelgemeente van Maldegem zowel op vlak van grondgebied als bevolking.

## Geschiedenis

### Ontstaan
Middelburg was oorspronkelijk een bezit en landbouwuitbating van de Abdij van Middelburg in de Zeeuwse hoofdstad. Circa 1427-1433 verkocht de abdij Middelburg echter aan Colard de Fever, een poorter van Brugge. Na diens dood werd Middelburg door zijn weduwe, Margaretha Bladelin, aan haar broer Pieter Bladelin verkocht. Dit gebeurde in elk geval voor 1444. In dat jaar droeg Bladelin immers zijn Middelburgse gronden en bezittingen in leen op aan de toenmalige graaf van Vlaanderen, Filips de Goede. Deze leenverheffing vormde echter nog maar het begin van Bladelins plan: de uitbouw van een volwaardige nieuwe stad. Als Bourgondisch staatsambtenaar en vertrouweling van de hertog (Bladelin werd, na een korte periode in dienst van de stad Brugge te hebben gestaan, in 1441 algemeen-ontvanger van de Bourgondische financiën) stond hij in een uitstekende positie om daartoe de benodigde privileges van zijn broodheer te verkrijgen. Een volgende stap kwam er in 1451. Toen verkreeg Bladelin van Filips de Goede de toelating om Middelburg te unificeren met het leen van de Brieven van Aartrijke, dat Bladelin het jaar voordien had aangekocht. De Brieven van Aartrijke waren een zogenaamde erfelijke ontvangst. De leenhouder van een dergelijk leen diende de graaf van Vlaanderen jaarlijks een vast bedrag te betalen. Dat bedrag mocht de leenhouder dan zelf eerst innen op de zogenaamde laten die de gronden vallend onder dat leen feitelijk bezaten en bewerkten. Deze unificatie was belangrijk omdat Bladelin zo de (lage) rechtsmacht te Middelburg verwierf, die hij er voordien nog niet bezat. Middelburg was immers een eenvoudig leen zonder rechtsmacht geweest, geen heerlijkheid. De ontvanger van de Brieven van Aartrijke bezat echter wel rechtsmacht: indien een laat een stuk grond behorend tot zijn leen wou verkopen, moest deze hierin tussenkomen.
Het was dan ook maar vanaf 1451 met de verwerving van die rechtsmacht dat Bladelin eraan begon zijn stad ook fysiek uit te bouwen. Samen met zijn vrouw Margaretha van de Vagheviere stichtte hij er in de eerste plaats de Sint-Petrus en Paulusparochie (ten koste van de vroegere parochie van het nabijgelegen dorpje Heille). Deze stichting werd in 1458 bevestigd door Jean Chevrot, bisschop van Doornik.
Niettemin was de macht van Pieter Bladelin over de inwoners en parochianen van Middelburg toen nog maar beperkt te noemen: voor personele rechtsacties (zaken tussen verschillende personen) of ernstige criminele feiten bleven de schepenbank van het Brugse Vrije en de baljuw van Brugge de bevoegde instanties. Dit veranderde in 1458: toen verkreeg Bladelin de toelating om te Middelburg een eigen schepenbank op te richten. Deze had de bevoegdheid om over alle civiele zaken te oordelen en mocht ook boetes tot 60 Parijse ponden vorderen.
In 1464 slaagde hij er ten slotte in de hoge rechtsmacht te verkrijgen. Vanaf toen mochten de heren en dames van Middelburg ook kennisnemen van criminele zaken, hoewel de graaf zich de bestraffing van een aantal ernstige misdrijven (zoals moord en verkrachting) nog steeds zou voorbehouden. Nu Bladelin werkelijk heer en meester van Middelburg was geworden, begon hij zijn stad nog verder uit te bouwen. In 1465 verkreeg hij het recht er een jaarmarkt te organiseren, en mocht het stadje ommuurd worden. Deze versterkingen sloten aan op Bladelins private kasteel dat hij er al voordien, ten zuidwesten van het stadje, had neergepoot. Daarnaast kwamen er ook nog een klooster, een gasthuis en een afwateringskanaal naar de Lieve.
De hele oprichting en creatie van Middelburg verliep overigens niet ongecontesteerd. Voor de lokale bevolking betekende de oprichting van de stad en heerlijkheid dat ze plots, op een twintigtal jaar, van Vrijlaten (de geprivilegieerde inwoners van het Brugse Vrije, de kasselrij waarbinnen Middelburg lag) werden gedegradeerd tot de onderdanen van een quasi onafhankelijke heer, zonder nog langer toegang te hebben tot de grafelijke justitie. Voor de nabijgelegen Zwinstadjes, met name Aardenburg, betekende de groei van Middelburg dat ze er plots een economische concurrent bij hadden gekregen. Het Brugse Vrije, de omliggende steden en de Rekenkamer te Rijsel (de Bourgondische controledienst op de staatsinkomsten en -eigendommen) hebben dan ook allemaal bij hertog Filips de Goede verzet aangetekend tegen de oprichting van Middelburg, maar zonder succes.
Pieter Bladelin, heer van Middelburg, stierf uiteindelijk kinderloos te Brugge in 1472. Hij werd nadien in de Middelburgse kerk begraven. Vlak voor zijn dood had hij van de nieuwe Vlaamse graaf, hertog Karel de Stoute, nog de toelating verkregen om bij testament over Middelburg te mogen beschikken. Zijn testamentair aangeduide erfgenaam Jan IV de Baenst raakte echter in een slopend proces verzeild met de (via de familie van Bladelins vrouw) natuurlijke rechthebbende erfgenaam, Joos II van Varsenare. Uiteindelijk besloten beide partijen de stad in 1476 aan Willem Hugonet, de kanselier van Karel de Stoute, te verkopen. Na Hugonets dood in 1477 kwam de heerlijkheid en stad van Middelburg achtereenvolgens in handen van verschillende adellijke families, waaronder de Arenbergs en de Merodes.

### Evolutie
Kasteel en stad werden in 1488 beschadigd in de strijd tegen Maximiliaan van Oostenrijk.  De verheffing van het stadje tot graafschap in 1617 met Philips de Merode als de eerste graaf, kon de verdere zchteruitgang niet stoppen.
Middelburg is nooit uitgegroeid tot een stad; de historische gebouwen zijn verdwenen met uitzondering van de huidige kerk. Maar ook deze is sinds de 15de eeuw sterk gewijzigd. In 1797 werden de kapittels afgeschaft door de Franse Revolutie. Het kasteel en de dorpskern van Middelburg zijn samen beschermd als archeologische zone.
Kanunnik Jozef Olivier Andries, pastoor van Middelburg, was in de 19de eeuw de initiatiefnemer om een godshuis te bouwen in Sint-Laureins, en tot het graven van het Leopoldkanaal.

## Demografische ontwikkeling
- Bronnen:NIS, Opm:1831 tot en met 1970=volkstellingen; 1976 = inwoneraantal op 31 december

## Bezienswaardigheden

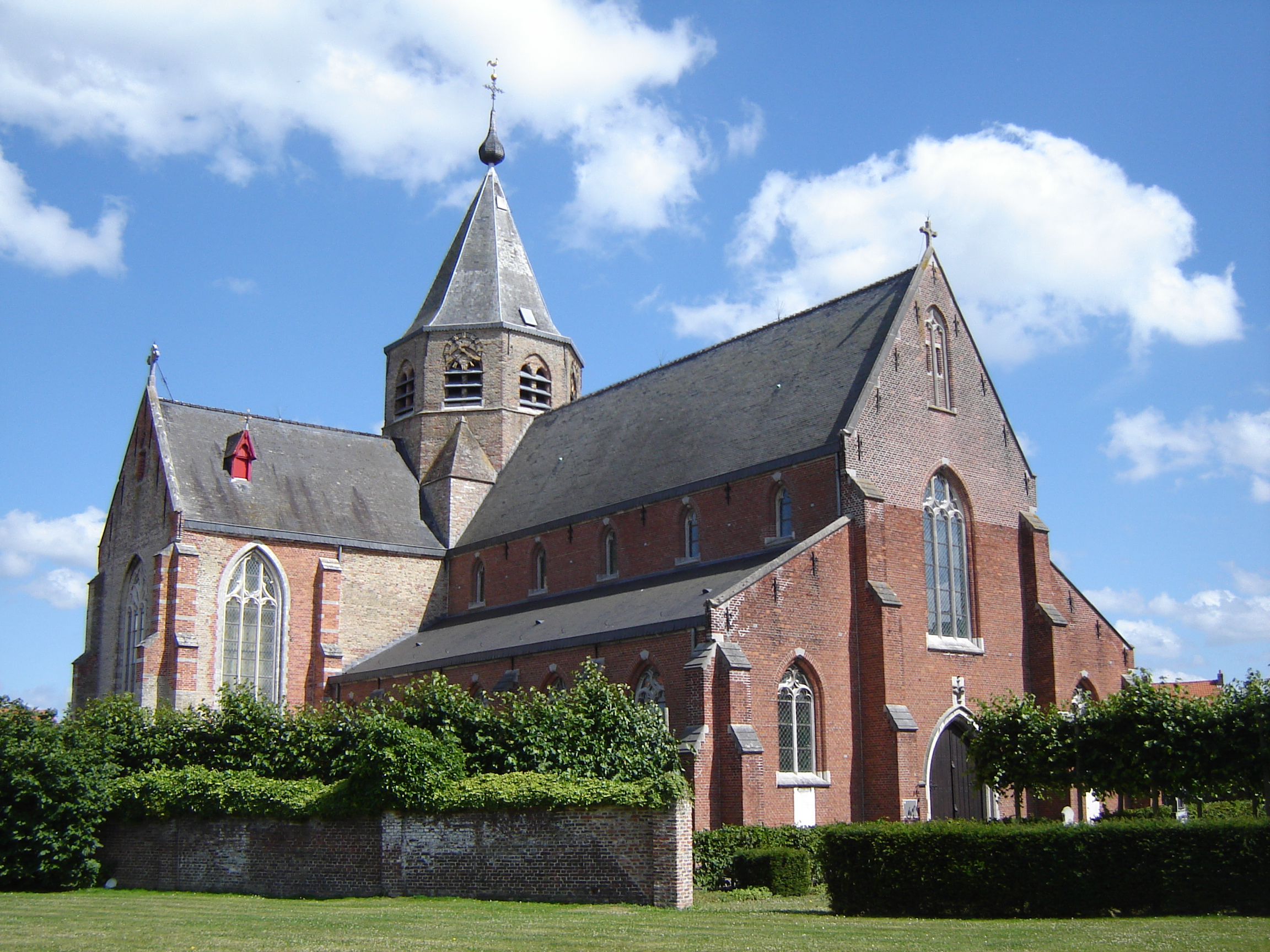
De Sint-Petrus en Pauluskerk

- De Sint-Petrus en Pauluskerk werd driemaal in haar geschiedenis deels vernield door oorlog en geweld. Een eerste maal in 1477 na de dood van Willem Hugonet, heer van Middelburg. Toen kwamen de inwoners van het naburige Heille naar de kerk om er de kerkschatten terug op te eisen die Pieter Bladelin destijds, bij de afschaffing van hun eigen parochie, naar de Middelburgse kerk had overgebracht. Daarbij werd het overige kerkinterieur kort en klein geslagen, en de baljuw van Middelburg werd bijna in de kerk door de massa gelyncht. Een tweede maal werd in 1581 door beeldenstormers zware schade toegebracht. Pas in 1604 kon de kerk weer gebruikt worden voor de eredienst. Een derde maal, tijdens de gevechten bij de geallieerde opmars van 1944, was er opnieuw grote schade. Het kerkgebouw werd in 1936 gedeeltelijk als monument beschermd[2]. Sinds 2003 is de totale kerk met het kerkhof beschermd[3]. In de kerk hangt een kopie van de Bladelintriptiek (onderdeel van Vlaamse Meesters in Situ en Vlaamse Meesters op hun plek).
- Een bezoekerscentrum gevestigd aan de Groene Markt in Middelburg schenkt op verschillende manieren aandacht aan de bijzondere geschiedenis van het dorp dat ooit een stad was.[4][5] Hier is ook informatie over het kasteel van Middelburg aanwezig. Vanaf 2002 werden opgravingen uitgevoerd die een meer gedetailleerd beeld van het kasteel opleverden. In 2024 opent de provinciale erfgoedsite met een in cortenstaal en aarde gemarkeerd grondplan van de torens, wanden en toegangspoort.[6][7][8]
- De Poedermolen, een molenrestant
- De schandpaal, van 1775

## Natuur en landschap
Middelburg is gesitueerd in het Meetjesland, in het zeekleipoldergebied (Meetjeslands krekengebied) vlak bij de Belgisch-Nederlandse grens die hier wordt gevormd door de smalle waterloop Papenkreek en de Meulekreek. De hoogte bedraagt ongeveer 2 meter. Nog in Middelburg bevindt zich de Verloren Kreek. Zuidelijk van Middelburg vindt men de parallel verlopende kanalen Leopoldkanaal en Schipdonkkanaal.

## Trivia
- Voor het invoeren van de postcodes belandde er regelmatig post in Middelburg (Nederland).
- Er komen ook regelmatig verdwaalde reizigers met Middelburg in Nederland als bestemming, vooral sedert het openstellen van de Westerscheldetunnel, en het gebruik van de gps-systemen.
- De bijnaam van de inwoners is ketelboeters (ketellappers).[9]
- De deelgemeente heeft de hoogste postcode van België, 9992.

## Nabijgelegen kernen
Heille, Eede, Sint-Rita